# Nikołaj Griazin
Nikołaj Griazin (z ros. Николай Станиславович Грязин; ur. 7 października 1997 w Moskwie) – rosyjski kierowca rajdowy, rajdowy wicemistrz Europy 2018, syn rosyjskiego kierowcy rajdowego Stanisława Gryazina i brat rosyjskiego kierowcy rajdowego Wasilija Griazina.
W sezonie 2018 został rajdowym wicemistrzem Europy, wygrywając dwa rajdy i raz zajmując drugie miejsce. W czasie tego sezonu wygrał dwadzieścia odcinków specjalnych. W sezonie 2019 w Rajdowych mistrzostwach Świata w klasie WRC2 zajął czwarte miejsce, wygrywając jeden rajd w swojej klasie.